# Cusset
Cusset é uma comuna francesa na região administrativa de Auvérnia-Ródano-Alpes, no departamento Allier. Estende-se por uma área de 31,92 km². Em 2010 a comuna tinha 13 171 habitantes (densidade: 412,6 hab./km²).